# Zielony Gaj (Giżycko)
Pour les articles homonymes, voir Zielony Gaj.
Zielony Gaj est un village polonais de la voïvodie de Varmie-Mazurie, dans le powiat de Giżycko.